# Anwesenheitsgesellschaft
Als Anwesenheitsgesellschaft (englisch meist: face to face society) wird in den Sozialwissenschaften eine Gesellschaft bezeichnet, in der Kommunikation und rechtsgültiges Handeln wesentlich auf der physischen Präsenz der Beteiligten beruht. Die Entwicklung der Medien ist nicht das allein bestimmende Kriterium: Eine Gesellschaft mit hoch entwickelter Medientechnik kann aufgrund kultureller Faktoren trotzdem eine Anwesenheitsgesellschaft sein.

## Begriffsgeschichte
Der Begriff erlangte im Zuge des Cultural Turn in der ersten Dekade des 21. Jahrhunderts zunehmende Verbreitung in den Bereichen Sozialgeschichte, Kulturgeschichte und Rechtsgeschichte. Wesentliche Beiträge zur Thematik hat unter anderem der in Konstanz lehrende Frühneuzeithistoriker Rudolf Schlögl geleistet. Neben den Sozialwissenschaften der Frühen Neuzeit wird vom Konzept Anwesenheitsgesellschaft auch in der Mediävistik Gebrauch gemacht.

## Mögliche Merkmale
- Für Vertragsabschlüsse aller Art müssen die Vertragspartner vor Ort erscheinen.
- Der Gesetzgebungsprozess läuft über Rats- oder Volksversammlungen ab und nicht per Brief.
- Für bestimmte öffentliche Ereignisse (z. B. Gottesdienste) wird die physische Präsenz der lokalen Einwohnerschaft erwartet.
- Heerführer stehen an der Spitze des Heers und operieren nicht vom Hintergrund aus.

## Rezeption
Im Zuge der COVID-19-Pandemie wurden kulturelle Praktiken und Rahmenbedingungen, die dem Modell entsprechen, in vielen Staaten temporär oder dauerhaft abgeschwächt. So hat der Deutsche Bundestag die Beschlussfähigkeit bei Online-Teilnahme einzelner Abgeordneter vorläufig zugelassen und prüft die Verstetigung „hybrider“ Sitzungen. Ähnliches gilt für Körperschaften aller Art. Laut Karl-Rudolf Korte sei Deutschland dennoch eine „Anwesenheitsgesellschaft“.